# マンコ (パンジャーブ)
マンコ（Manko）は、インド・パンジャーブ州のジャーランダル県にある町で、県の中心から約20キロ離れた場所に位置する。
周辺は畑となっており、家屋が町の外周に沿って円状に建てられている。
HDFC銀行のATMが郊外にあるほか、200メートル先にはアダムパー空軍基地が存在する。
人口は2,019人（2011年国勢調査）。同国勢調査によると、男性は1,060人、女性は959人となっている。また人口の約68パーセントにあたる1,365人は指定カーストに分類されている。